# Skolaga

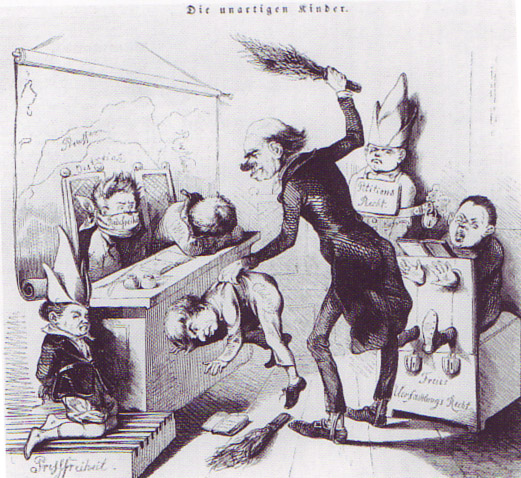
Die unartigen Kinder ("De olydiga barnen"), tysk karikatyr från 1849. Illustratören använder straffmetoderna i samtidens skolor, till exempel piskning och dumstrut, som symbol för Preussens ovilja mot införandet av åsikts- och organisationsfrihet.

Skolaga är skolpersonals kroppsliga bestraffning av elever och förekommer i många länder. 
1783 blev Polen det första landet i världen att i lag förbjuda kroppsbestraffning i skolan.

## I olika länder

### Argentina
Förbjöds 1813. Fysisk bestraffning tilläts åter 1817, och straffen varade fram till 1980-talet. Som tillhyggen används rebenque, daskar i ansiktet med mera.

### Danmark
I Danmark förbjuds all skolaga den 14 juni 1967. Systemet hade då sedan länge varit på tillbakagång, till exempel hade rottingkäpp förbjudits 1950 efter att ha blivit allt mindre vanligt.

### Australien
I Australien förbjuder lagen skolaga i alla skolor i ACT, New South Wales, och Tasmanien. Delstatens styrande gjorde skolagans avskaffande till förutsättning för skolregistrering. Skolagan är förbjuden i statliga skolor under ministrarnas riktlinjer för lokal utbildningspolitik, medan den är laglig i privatskolor, i Western Australia, Queensland och South Australia. I Northern Territory finns inget förbud i lagen.

### Grekland
Fysisk bestraffning i grekiska premiärskolor förbjöds 1998, och i sekundärskolorna 2005..

### Italien
Förbjöds 1928..

### Japan
Förbjöds i lagen 1947, men fysisk bestraffning förekom fortfarande under 1980-talet. Under sent 1987 meddelade över 60 % av junior high school-lärarna att det var nödvändigt, och 7 % tyckte det var nödvändigt under alla förhållanden, 59 % tyckte det skulle användas ibland och 32 % var emot det under alla förhållandena; medan det i elementär-(prmiär)-skolorna stöddes av 2 % oavsett förhållanden, 47 % tyckte att det var nödvändigt och 49 % var emot det.

### Kina
I Kina förbjöds skolaga officiellt 1949 men fortsatte att användas på flera håll. År 2005 utfärdades nya bestämmelser mot skolaga.

### Nederländerna
Förbjöds 1920.

### Polen
1783 blev Polen det första land att i lag förbjuda kroppsbestraffning i skolan. 

### Ryssland
Förbjöds 1917. Artikel 336 i Ryska federationens arbetslagar säger att lärare som använt fysisk bestraffning av elev, även om det bara skett en gång, ska stängas av.

### Spanien
Förbjöds 1985.

### Storbritannien
Skolaga förbjöds i allmänna skolor 1986. I maj 1998 röstade Storbritanniens parlament för ett förbud även i privatskolor. Nedteckningen av utdelningen av kroppsstraff under 1970- och 80-talen har bevarats i registren av vissa brittiska skolor.

### Sverige
Skolaga i Sverige förbjöds helt i folkskolestadgan från den 1 januari 1958 . I den svenska folkskolan var skolaga vanligt förekommande fram till slutet av 1800-talet, men började därefter gradvis minska. Även därefter förekom dock exempelvis örfilar, drag i öronen och rottingslag över fingrarna. Detta inträffade oftast när eleven överträtt gällande ordningsregler, eller på annat sätt enligt lärarens förmenande uppträtt olämpligt.

### Taiwan
2006 förbjöd Taiwan skolagan i lagen, men användandet har även rapporterats senare.

### Tjeckien
Fastän det inte förbjudits i lag, påbjuds inte fysisk bestraffning som disciplinär åtgärd.

### Tyskland
Skolagan förbjöds vid olika tidpunkter i de olika delstaterna och avskaffades helt i Västtyskland mellan 1975 och 1983.

### Uruguay
Skolagan förbjöds i skolorna 1877 med den Varelianska reformen. I hemmen förbjöds agan med en lag som trädde i kraft 2008, "Prohibición del castigo físico" (Avskaffande av fysisk bestraffning), som gäller både föräldrar-målsmän och skolor.

### USA

Skolaga i USA. Rött betyder att skolaga är lagligt.

I USA har flera delstater infört förbud. Först ut var New Jersey 1867.

### Österrike
Fysisk bestraffning i skolan förbjöds 1974.

### Fotnoter
1. 1 2  Cane, Edmund F. Du (2017-09-06) (på engelska). The Punishment and Prevention of Crime. Read Books Ltd. ISBN 9781473340817. https://books.google.se/books?id=9Fc0DwAAQBAJ&pg=PT4&lpg=PT4&dq=In+1783,+Poland+became+the+first+country+in+the+world+to+prohibit+corporal+punishment.&source=bl&ots=gc0hum5gR5&sig=ACfU3U2L95RAfFZmQCiHCn4lL8z4tKUn4A&hl=en&sa=X&ved=2ahUKEwj7tPHHx9njAhUCmYsKHTYsB4IQ6AEwE3oECAkQAQ#v=onepage&q=In%201783,%20Poland%20became%20the%20first%20country%20in%20the%20world%20to%20prohibit%20corporal%20punishment.&f=false. Läst 29 juli 2019
2. ↑  "Diálogo, premios y penitencias: cómo poner límites sin violencia" Arkiverad 23 juni 2008 hämtat från the Wayback Machine., El Clarín, 17 december 2005.(spanska)
3. ↑  "En Argentina, del golpe a la convivencia", El Clarín, 10 februari 1999. (spanska)
4. ↑  Roger Wiberg (11 mars 2006). ”Den stora agadebatten”. Halmstads högskola. sid. 9. https://www.diva-portal.org/smash/get/diva2:238083/FULLTEXT01.pdf. Läst 20 december 2016.
5. ↑  Education Act 2004 (ACT), s7(4).
6. ↑  Education Act 1990 (NSW), s47(h), and s3.
7. ↑  Education Act 1994 (Tas), s82A Arkiverad 9 juni 2011 hämtat från the Wayback Machine..
8. ↑  Education and Training Reform Act 2006 (Vic), s4.3.1, and Education and Training Reform Regulations 2007 (Vic), reg14.
9. ↑  School Education Regulations, s40, cf Criminal Code Act, s257.
10. ↑  Criminal Code Act (Qld), s280.
11. ↑  Criminal Code Act (NT), s11.
12. ↑  Australia State Report Arkiverad 26 juli 2011 hämtat från the Wayback Machine., GITEACPOC.
13. ↑  Greece State Report Arkiverad 8 september 2008 hämtat från the Wayback Machine., GITEACPOC, November 2006.
14. ↑  Italy State Report Arkiverad 25 juli 2008 hämtat från the Wayback Machine., GITEACPOC.
15. ↑  "Many Japanese Teachers Favor Corporal Punishment", Nichi Bei Times, San Francisco, 21 november 1987.
16. ↑  Paul Wiseman, "Chinese schools try to unlearn brutality", USA Today, Washington D.C., 9 maj 2000.
17. ↑  "New measures taken in schools to improve teacher-student relations", People's Daily, Beijing, 31 juli 2005.
18. ↑  Netherlands State Report Arkiverad 3 oktober 2008 hämtat från the Wayback Machine., GITEACPOC.
19. ↑  Salomon M. Teitelbaum, "Parental Authority in the Soviet Union", in American Slavic and East European Review, Vol. 4, No. 3/4 (December 1945), pp. 54-69.
20. ↑  Spain State Report Arkiverad 3 november 2008 hämtat från the Wayback Machine., GITEACPOC.
21. ↑  ”Corporal punishment banned for all” (på engelska). 25 mars 1998. http://news.bbc.co.uk/2/hi/uk/politics/69478.stm. Läst 1 januari 2017.
22. ↑  Phil Vinter (30 mars 2012). ”Six blows on the rump! Extraordinary records reveal how corporal punishment was meted out in our schools” (på engelska). Daily Mail. http://www.dailymail.co.uk/news/article-2122724/Records-reveal-corporal-punishment-dished-schools-1970s-Found-cellar-Greenfield-Primary-School-Oldham-Greater-Manchester.html. Läst 15 januari 2017.
23. ↑  Drabbade barn: aga och barnmisshandel i Sverige från reformationen till nutid Arkiverad 30 december 2016 hämtat från the Wayback Machine.
24. ↑  "Taiwan corporal punishment banned", BBC News On Line, London, 29 december 2006.
25. ↑  Czech Republic State Report Arkiverad 8 juli 2009 hämtat från the Wayback Machine., GITEACPOC, Februari 2008.
26. ↑  ”It's 40 years since corporal punishment got a general boot” (på engelska). Corporal Punishment. 19 juli 1987. http://www.corpun.com/desc8707.htm. Läst 1 januari 2017.
27. ↑  Uruguay State Report Arkiverad 15 december 2010 hämtat från the Wayback Machine., GITEACPOC, Februari 2008.
28. ↑  ”Time to eliminate corporal punishment in classrooms” (på engelska). New Jersey.com. 18 februari 2011. http://blog.nj.com/njv_editorial_page/2011/02/time_to_eliminate_corporal_pun.html. Läst 1 januari 2017.
29. ↑  Austria State Report Arkiverad 20 augusti 2008 hämtat från the Wayback Machine., GITEACPOC.